# De Havilland DH.72
de Havilland DH.72 là một loại máy bay ném bom hai tầng cánh 3 động cơ cỡ lớn của Anh, nó mới chỉ dừng ở mẫu thử, không được đưa vào sản xuất.

## Tính năng kỹ chiến thuật
Dữ liệu lấy từ Jackson 1978, tr. 282–3
Đặc điểm tổng quát
- Kíp lái: 5
- Sải cánh: 95 ft 0 in (28.96 m)
- Diện tích cánh: 1,930 ft2 (179.3 m2)
- Trọng lượng có tải: 21.462 lb (9.735 kg)
- Động cơ: 3 × Bristol Jupiter XFS, 595 hp (444 kW) mỗi chiếc

Vũ khí trang bị
- 2× súng máy Lewis .303 in[1]
- 2,500 lb (1,140 kg) bom